# Antonio Mondéjar
Antonio Mondéjar Ortuño (Murcia, 10 de enero de 1966), torero español.

## Novillero
Tras empezar como becerrista en 1981 e intervenir en la parte seria de los espectáculos cómico-taurino-musicales Galas de Arte y El Toronto, comenzó su carrera como novillero con caballos en Murcia, el 12 de septiembre de 1983.
Durante ese año y los siguientes logró notables triunfos, en su mayoría en cosos de la Región de Murcia. Su presentación en Madrid tuvo lugar el 16 de marzo de 1986.

## Matador de toros
El 5 de septiembre de 1987, en Murcia, José Ortega Cano le dio la alternativa con Manuel Cascales como testigo. El toro de la ceremonia, de la ganadería de Benítez Cubero, se llamaba "Faraón". Vestido de blanco y oro, Antonio Mondéjar logró cortar una oreja al segundo toro que lidió.
Su carrera sufrió un parón al pasar al escalafón superior, ya que no volvió a torear en 1987 y solo lo hizo en tres ocasiones en 1988. En su última aparición de ese año ganó el premio de la Delegación del Gobierno a la faena más cálida de la Feria de Murcia, en la cual cortó una oreja.
Tras torear cuatro tardes en 1989, cortándole el 10 de septiembre las dos orejas a un toro de Eduardo Miura en Murcia, el 1 de julio de 1990 confirmó su alternativa en Madrid siendo el padrino Luis Reina y el testigo Pedro Lara, con el toro "Arquero", de Antonio Pérez. Esa tarde el público le despidió con una ovación pero, al igual que en las sucesivas corridas que toreó en Las Ventas, el diestro murciano no logró ningún trofeo.
Las siguientes temporadas finalizaron también con un reducido número de festejos toreados, superando la decena solo en algunas de ellas.

## Retirada
Después de 17 años como matador, en enero de 2005 anunció su retirada, debido a una lesión en las vértebras cervicales provocada por un toro de Miura en Murcia y que arrastraba desde 1990.
En 2007 fue condenado a un año y medio de cárcel por malos tratos a su mujer. Tras haber pasado tres meses y medio en prisión preventiva, Antonio Mondéjar salió en libertad y anunció su intención de volver a los ruedos.